# 狭佐吉蛤
狭佐吉蛤（学名：Azorinus coarctatus），是帘蛤目毛蛏科仿缢蛏属的一种。主要分布于中国大陆，常栖息在潮下带至55米。